# NGC 7690
NGC 7690 is een spiraalvormig sterrenstelsel in het sterrenbeeld Phoenix. Het hemelobject werd op 3 oktober 1834 ontdekt door de Britse astronoom John Herschel.

## Synoniemen
- ESO 240-6
- FAIR 1049
- IRAS 23303-5158
- PGC 71716